# Мала пруга
Мала Пруга је приградско насеље у Београду, које се налази у општини Земун.
Мала Пруга се налази у северозападном делу периферије Земуна. Насеље се простире низ истоимену улицу и ауто-пут Београд - Нови Сад. Граничи се са насељем Нова Галеника на северу, насељем Алтина на југу и простире се на североисток ка насељу Земун Поље. То је стамбено-индустријско насеље са неколико малих фабрика и пуно магацина и складишта. Кроз насеље саобраћа градски аутобус на линији 707 (Зелени Венац - Мала Пруга - Земун Поље).